# N-óxido de piridina
 N-óxido de piridina es un compuesto heterocíclico con fórmula C5H5NO, producto de la oxidación de la piridina. Originalmente era preparado con perácidos como agentes oxidantes.

## Propiedades

### Físicas
Es un sólido incoloro, higroscópico (capacidad de absorber o ceder humedad al medio ambiente) y muy soluble en agua.

### Químicas
Es una molécula aromática, por tanto, plana. Sirve como ligando en química de coordinación. Rara vez es usado como agente oxidante en síntesis.

## Síntesis
La síntesis del N-óxido de piridina se basa en la oxidación de la piridina.
Los oxidantes más usados son el ácido peracético (H2O2 en ácido acético glacial), ácido metacloroperbenzoico (mCPBA). 
Procedimiento experimental: en un matraz de tres bocas de un L, equipado con un agitador magnético, un termómetro y un embudo de adición, se colocan 110 gramos de piridina. En el embudo de adición se ponen 250 mililitros de ácido peracético del 40%, y se van adicionando lentamente sobre la piridina en agitación hasta que se alcanza la temperatura de 85 °C donde se mantiene. Una vez finalizada la adición se mantiene en agitación hasta que la temperatura desciende a unos 40 °C. La mezcla de reacción se destila a presión reducida, destilando ácido acético, y obteniendo como producto unos cristales incoloros con un rendimiento de aproximadamente el 80%.

## Reactividad
La reactividad de los N-óxidos de piridina es mayor que la de la piridina. Esto se debe a las formas resonantes que se forman y la distribución de densidades electrónicas en diferentes puntos:
Ejemplo de sustitución nucleófila (en orto):
Reducción a piridina: la piridina se puede recuperar con un proceso de reducción del N-óxido de piridina. Como reductores podemos emplear Hidrógeno/Paladio o Trifenilfosfina.

## Seguridad
El compuesto es irritante para la piel.